# Wapensmid

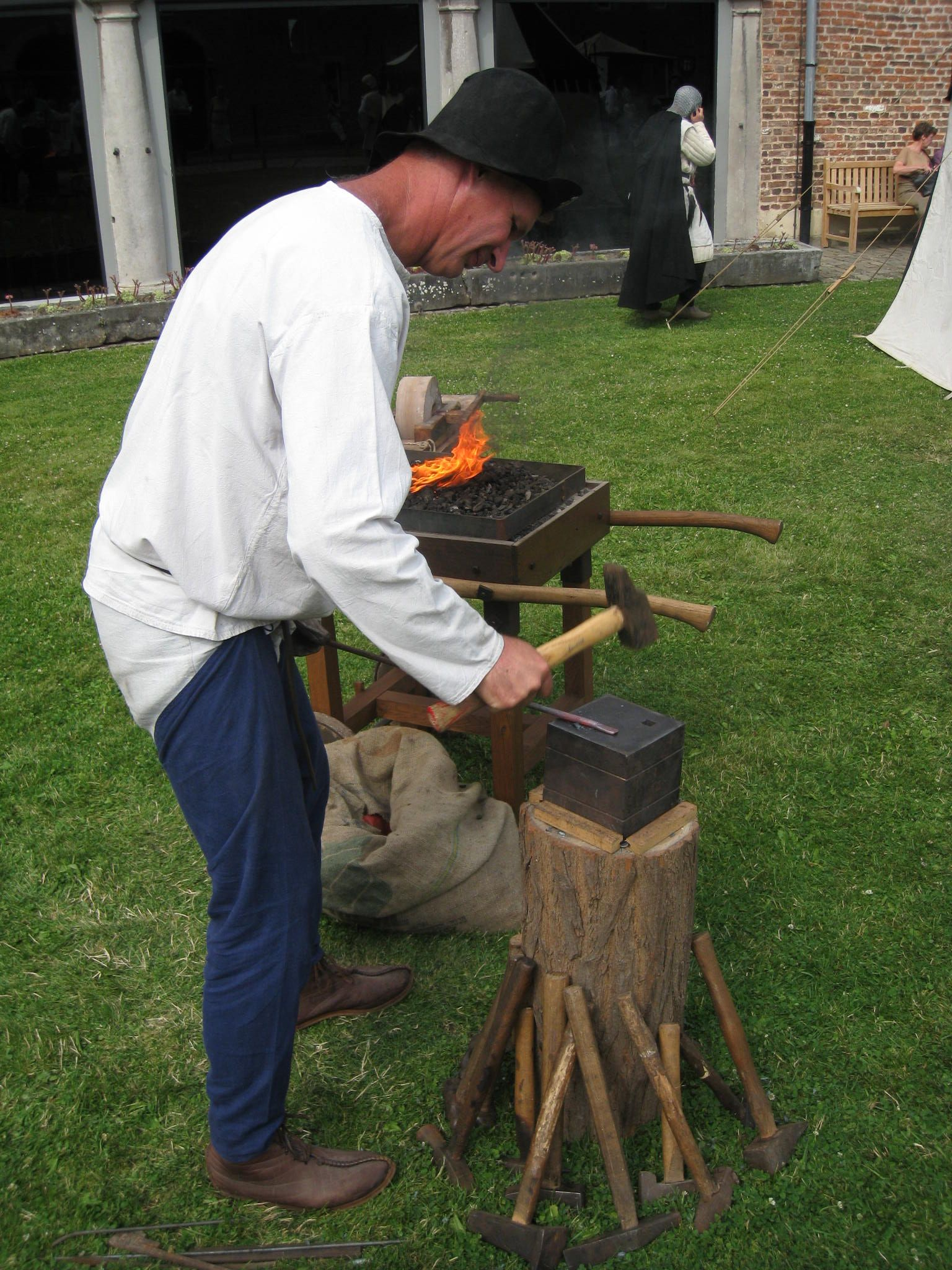
Wapensmid aan aambeeld

Een wapensmid is een vakman die zich bezighoudt met het ontwerpen, vervaardigen, repareren en onderhouden van wapens en harnassen.
Dit ambacht heeft een geschiedenis die teruggaat tot de oudheid, toen wapensmeden essentieel waren voor het maken van wapens zoals zwaarden, speren en bijlen. In de middeleeuwen waren zij cruciaal voor de productie van zowel wapens als beschermende uitrusting voor ridders en soldaten, zoals  harnassen, maliënkolders en helmen.
Tegenwoordig kunnen wapensmeden zich specialiseren in historische replicaties, moderne vuurwapens, of decoratieve en functionele wapens voor verzamelaars en recreatieve doeleinden. Hun werk vereist een grondige kennis van metaalbewerking, smeden, lassen en materiaalkunde, evenals artistiek inzicht en technische vaardigheid.

## Bekende wapensmeden
- Gotscha Lagidse